# 大王古庄镇
大王古庄镇，是中华人民共和国天津市武清区下辖的一个乡镇级行政单位。
2020年7月，全国爱卫会命名大王古庄镇为2017-2019周期国家卫生乡镇。

## 行政区划
大王古庄镇下辖以下地区：
大王古庄村、宋场村、张场村、董庄村、前侯尚村、利尚屯村、水活铺村、聂辛庄村、大营村、陈各庄村、巨城堡村、丁辛庄村、聂营村、韩指挥营村、枣林村、北刘庄村和小王古庄村。